# Kunstmuseum Pablo Picasso Münster

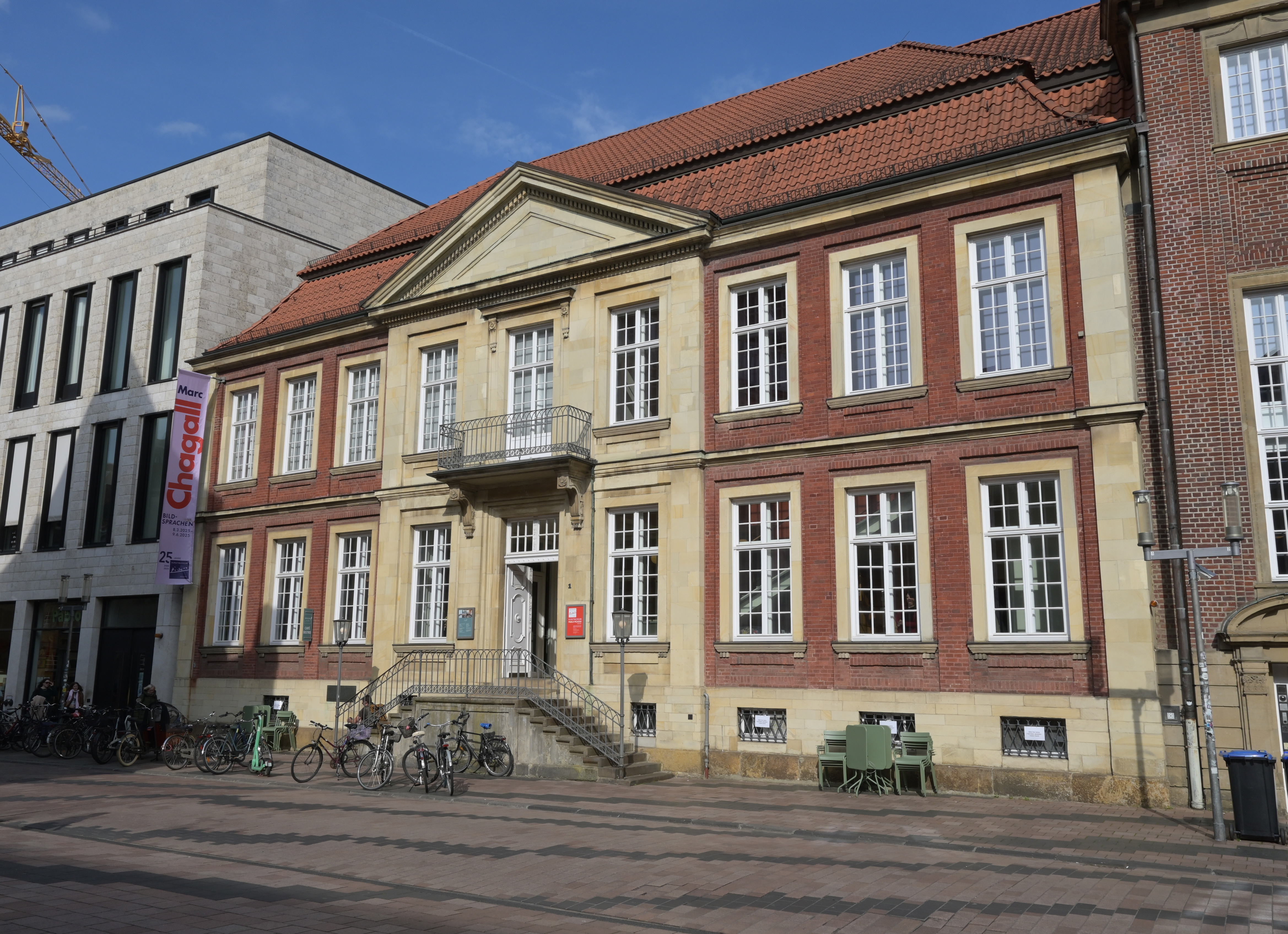
Der Druffel’sche Hof mit dem Kunstmuseum Pablo Picasso Münster am Picassoplatz 1, im April 2025

Das Kunstmuseum Pablo Picasso Münster (bis September 2010 Graphikmuseum Pablo Picasso Münster) wurde im Jahr 2000 im westfälischen Münster eröffnet und beherbergt Lithografien sowie weitere Bestände in verschiedenen künstlerischen Techniken und aus unterschiedlichen Schaffensperioden Pablo Picassos mit über 800 Exponaten.

## Ausstellungen
Auf rund 600 Quadratmetern Ausstellungsfläche werden in thematischem Wechsel verschiedene Aspekte und Ausschnitte dieser Sammlung ausgestellt. Außerdem widmen sich Sonderausstellungen mit Exponaten aus internationalen Museen und Sammlungen nicht nur dem Leben und Werk Picassos, sondern auch dem seiner Künstlerfreunde und Zeitgenossen. 2010 feierte das Museum sein zehnjähriges Bestehen mit Sonderausstellungen über Joan Miró, Pablo Picasso und Paul Klee.
- 2000/01: Graphikmuseum Pablo Picasso Münster – Die Sammlung Huizinga
- 2001/02: Picassos imaginäres Museum
- 2002: Suite Vollard – Bilder vom Olymp des Künstlers
- 2002/03: Pablo Picasso – Die Zeit mit Françoise Gilot
- 2003: Augenlust – Französische Malerbücher
- 2003: Braque Graphisches Werk
- 2003/04: Affichomanie – Plakatwahn
- 2004/05: Die Antike im Spiegel der Moderne
- 2005: Fernand Léger: Figur – Objekt | Objekt – Figur
- 2005/06: Vorletzte Gedanken – Pablo Picasso und Jacqueline
- 2006: Marc Chagall Collection C.S., Paris
- 2006/07: Braque – Miró – Picasso – Die Protagonisten der Moderne
- 2007: Das Musée Antibes zu Gast in Münster
- 2007/08: Wa(h)re Lügen – Original und Fälschung im Dialog
- 2008/09: Marc Chagall – Der Maler am Fenster
- 2009/10: Von Degas bis Picasso – Die Sammlung Jean Planque
- 2010: Joan Miró – Die Farbe seiner Träume
- 2010/11: Paul Klee. Grafik – Werke aus dem Zentrum Paul Klee, Bern
- 2012: Eduardo Chillida
- 2012/13: Marc Chagall und die Bibel
- 2013: Die Picassos aus Arles – Tagebuch eines Malers
- 2013: Willy Ronis: Retrospektive.
- 2013/14: Henri Matisse – Figur & Ornament
- 2014/15: Die Verführung der Linie – Klimt, Schiele, Kokoschka
- 2015/16: Alberto Giacometti. Meisterwerke aus der Fondation Maeght
- 2016: Le Corbusier. Zeichnen als Spiel
- 2016/17: Henri Matisse. Die Hand zum Singen bringen
- 2017: Von Christo bis Kiefer. Die Collection Lambert, Avignon
- 2017/18: Die Impressionisten in der Normandie
- 2018: Picasso – Von den Schrecken des Krieges zur Friedenstaube. (Werke von Picasso, Tatjana Doll, Renata Jaworska, Dora Maar)
- 2022: Schwarze Moderne. Afrika und die Avantgarde
- 2022: Picasso. Die Schönen und das Biest
- 2022: Andy Warhol
- 2022/23: Fernande und Francoise – Erinnerungen an Picasso
- 2024: Die Wahrheit ist das beste Bild. Robert Capa Retrospektive
- 2025: Marc Chagall - Bildsprachen

## Geschichte
Das Kunstmuseum Pablo Picasso Münster liegt am Picassoplatz 1 in der Königsstraße, der früher vornehmsten Straße der Altstadt. Die Ausstellungsräume befinden sich in zwei historischen Gebäuden. Der von 1784 bis 1788 erbaute Druffel’sche Hof ist einer der bedeutendsten Bauten des Klassizismus der Stadt. Die Fassade des früheren Adelshofes konnte nach dem Zweiten Weltkrieg wiederhergestellt werden. Das aus Backstein und Sandstein errichtete Haus – typisch für die Architektur Münsters – wurde im Zuge des Umbaus zum Museum Ende der 1990er Jahre mit dem benachbarten Hensenbau verbunden.
Zusammengetragen wurde die Picasso-Sammlung durch den Westfalen Gert Huizinga (* 7. August 1927; † 9. Dezember 2018). Der studierte Grafiker, Semesterkollege von Horst Janssen und Paul Wunderlich an der Landeskunstschule in Hamburg, erwarb Anfang der 1950er Jahre seinen ersten Picasso, einen Linolschnitt.
Huizingas Bekanntschaft mit Picassos einstiger Lebensgefährtin Marie-Thérèse Walter führte dazu, dass er sich fortan auf das Sammeln von Picasso-Lithografien konzentrierte. Durch die Begegnung und spätere Freundschaft mit Picassos Drucker Fernand Mourlot in Paris konnte Gert Huizinga in den 1970er Jahren weitere Werke, insbesondere sehr seltene Zustandsdrucke, für seine Sammlung gewinnen.
Mit dem beständigen Wachsen der Sammlung reifte beim Sammlerehepaar Jutta und Gert Huizinga der Gedanke, sich von ihrem Kunstschatz zu trennen, um ihn einer breiten Öffentlichkeit zugänglich zu machen. Als Ergebnis dieser Überlegungen konnte schließlich die Sparkassenstiftung ins Leben gerufen werden, die heute getragen wird von den Eheleuten Huizinga, den Sparkassen in Westfalen-Lippe der WestLB AG und der Westfälischen Provinzial-Versicherungen.
Zum zehnten Jubiläum im September 2010 wurde das Museum von Graphikmuseum nach einem Vorschlag des Picasso-Enkels Olivier Widmaier Picasso in Kunstmuseum Pablo Picasso Münster umbenannt. Anlässlich des Jubiläums fand eine Neuinszenierung des Balletts Parade statt. Picasso hatte im Jahr 1917 die Bühnendekoration und Kostüme zur Uraufführung geschaffen. Die Choreografin Claudine Merkel hat das Stück neu konzipiert. Die Musik zur neuen Parade schrieb der münstersche Komponist Burkhard Fincke, die Kostüme entwarf der Designer Jean Malo. Die Oboistin Stefanie Bloch aus Münster begleitete die Tänzer.

## Sammlung
Die Sammlung des Picasso-Museums umfasst bis auf wenige Blätter das komplette lithografische Schaffen des Spaniers, darunter Abzüge von Zwischenzuständen und Probedrucke. Besonders ab 1945 setzte sich Picasso intensiv mit den künstlerischen und technischen Möglichkeiten der Lithografie auseinander, die er in enger Zusammenarbeit mit dem Pariser Drucker Fernand Mourlot umsetzte. Diese Drucktechnik ermöglichte ihm, bestimmte Fassungen seiner Werke im Entstehungsprozess festzuhalten, bevor er sie weiter bearbeitete und veränderte. Auf diese Weise variierte der Künstler seine Bildthemen und Motive immer wieder neu, bisweilen sogar über Jahre hinweg. So entstanden viele Serien. Thematisch spannen die Werke des Münsteraner Picasso-Museums den Bogen von Porträts über Stillleben hin zu bewegten Stierkampfszenen und antiken Fabelwesen.

### Suite Vollard
Von 1930 bis 1937 schuf Picasso eine Folge von hundert Grafiken, die nach dem Pariser Verleger und Kunsthändler Ambroise Vollard benannt wurde, der sie bei Pablo Picasso in Auftrag gab. Picasso variiert in der grafischen Suite unterschiedliche Themen wie Künstler und Modelle oder den Minotaurus-Mythos.
Das Kunstmuseum Pablo Picasso Münster konnte die komplette Grafikfolge im November 2001 auf dem internationalen Kunstmarkt erwerben.

### Georges Braque
Anfang März 2004 übergab die Sparkasse Münsterland Ost dem Museum 208 Werke von Georges Braque als Dauerleihgabe. Braque pflegte intensiven künstlerischen Austausch mit Pablo Picasso. Zwischen 1907 und 1914 entwickelten die beiden Künstlerfreunde gemeinsam den Kubismus.
Die Sammlung zeigt einen repräsentativen Querschnitt durch das gesamte grafische Schaffen Braques von 1926 bis zu seinem Todesjahr 1963. Die Kollektion zeichnet sich durch eine Vielzahl von Unikaten und Künstlervorzugsdrucken aus und ähnelt in ihrem Ateliercharakter der Picasso-Lithografien-Sammlung. Braques Druckgrafiken sind im Gegensatz zu Picassos jedoch mehrheitlich farbig. Fünf sehr seltene Keramiken und Reliefs vervollständigen die Sammlung.

### Französische Malerbücher
Mit der Stiftung Classen wurde die Sammlung im Jahre 2004 erneut erweitert: Das Essener Ehepaar Christa und Wolfgang Classen hat in jahrzehntelanger Sammlertätigkeit eine Kollektion französischer Malerbücher zusammengetragen. In ihrer Breite erlaubt diese Malerbuchsammlung nicht nur einen Überblick über die Entwicklung der französischen „livre d’artiste“ im 20. Jahrhundert, sondern es sind auch die großen künstlerischen Entwicklungen der Moderne mit repräsentativen Arbeiten vertreten. Werke von Braque, Matisse und Picasso bilden den Schwerpunkt der Sammlung. Ferner sind Max Ernsts Une semaine de bonté mit seinen an bedrohliche Traumbilder erinnernden Collagen, Aristide Maillol mit seinem buchgrafischen Schaffen und Henri Matisse mit Jazz vertreten.

### Chagall-Sammlung
Ende April 2008 überreichte die Sparkasse Münsterland Ost dem Museum 137 Grafiken des Malers Marc Chagall als Dauerleihgabe. Die Sammlung zeichnet sich durch eine Vielzahl von Unikaten und seltenen Zustands- und Probedrucken aus, die Chagall maßgeblich in den 50er und 60er Jahren in Paris anfertigte. Die Lithografien und Holzschnitte entstanden in der Pariser Druckerei Mourlot, in der auch Pablo Picasso und Georges Braque arbeiteten.
Die grafische Technik der Lithografie spannt in Chagalls Werk einen zeitlichen Bogen von über sechzig Schaffensjahren, in denen er insgesamt über eintausend Lithografien schuf.

### Picassos Linolschnitte
Im August 2012 konnte das Picasso-Museum seine Sammlung erneut mit Hilfe der Sparkasse Münsterland Ost ergänzen. 101 Linolschnitte von Pablo Picasso gingen als Dauerleihgabe in den Bestand des Museums über. Die Kollektion enthält zahlreiche Zustands- und Probedrucke, die teilweise nur in ein oder zwei Exemplaren erhalten sind. Sie verleihen den Werken einen spezifischen „Ateliergeruch“ und ermöglichen dem Betrachter intime Einblicke in die bildnerische Arbeits- und Denkweise des Künstlers. Thematisch führen die zwischen 1954 und 1962 entstandenen Linolschnitte durch eine für Picasso typische Bildwelt aus Stierkampfszenen, antiken Darstellungen und Porträts.

### Henri Matisse
Seit Sommer 2015 beherbergt das Picasso-Museum eine deutschlandweit einzigartige Grafik-Sammlung von Henri Matisse. Die 121 Werke stammen aus der Familie des Künstlers und wurden dem Museum ebenfalls durch die Sparkasse Münsterland Ost als Dauerleihgabe übergeben. Die Lithografien, Linolschnitte und Radierungen dieser Kollektion decken von 1906 bis 1951 die letzten 45 Schaffensjahre des Künstlers ab.